# 高地 (苏格兰行政区)
高地議會區（英語：Highland Council Area）是苏格兰下轄32个一级行政区之一，也是蘇格蘭（與整個英國本土）最北方的一個一級行政區，行政中心設於印威內斯。在蘇格蘭各行政區之中高地議會區雖然是面积最大的一個，但由于它的管辖范围属于苏格兰高地的一部份，人口稀少，每平方公里人口密度仅为8人，因此成為全英国人口密度最低的行政区划。面积25,653平方公里，人口208,914。
该行政区划建立于1975年，但是在1996年政体改组中被重新划分。现在的政区范围涵盖苏格兰高地约40%的地区和西海岸的几个岛屿。苏格兰高地的其余地域由邻近的其它六个行政区管辖。